# Yeelanna
Yeelanna is een geslacht van rechtvleugeligen uit de familie Pyrgomorphidae. De wetenschappelijke naam van dit geslacht is voor het eerst geldig gepubliceerd in 1953 door Rehn.

## Soorten
Het geslacht Yeelanna omvat de volgende soorten:
- Yeelanna argus Rehn, 1953
- Yeelanna pavonina Rehn, 1953